# Populorum progressio
(Incipit dell'enciclica Populorum progressio)
La Populorum progressio (in italiano: Lo sviluppo dei popoli) è una famosa enciclica sociale scritta da papa Paolo VI e pubblicata il 26 marzo 1967.

## Storia

Paolo VI fu il primo papa dell'epoca contemporanea a viaggiare oltre i confini dell'Italia e nel terzo mondo. Nella cartina sono mostrati i paesi visitati dal pontefice

I primi contatti di Montini con i paesi allora considerati del terzo mondo (e successivamente del quarto) e i paesi in via di sviluppo risalgono ai primi anni sessanta quando, ancora arcivescovo di Milano, compie viaggi in America Latina (1960) e in Africa (1962). Diventato pontefice, nel 1964 si reca in Terra santa e in India, dove poté «vedere [...] e quasi toccar con mano le gravissime difficoltà che assalgono popoli di antica civiltà alle prese con il problema dello sviluppo» (§ 4).
Nella stessa enciclica, il pontefice spiegò che la questione sociale avesse negli ultimi anni acquistato una dimensione mondiale, così come insegnato dal suo predecessore Giovanni XXIII e ribadito nella Costituzione conciliare Gaudium et spes promulgata nel 1965. Da questi l'esigenza di affrontare in modo completo i problemi del sottosviluppo:
(§ 3)

## Contenuti
L'enciclica è dedicata alla cooperazione tra i popoli e al problema dei paesi in via di sviluppo. In essa vi è la denuncia dell'aggravarsi dello squilibrio tra paesi ricchi e paesi poveri, la critica al neocolonialismo e il diritto di tutti i popoli al benessere. È inoltre presente una critica al capitalismo e al collettivismo marxista. L'enciclica propone infine la creazione di un fondo mondiale per gli aiuti ai paesi in via di sviluppo.
Fondamentale è il concetto di vocazione come causa e senso dello sviluppo: esiste quindi un legame inscindibile tra lo sviluppo e la promozione dell'uomo e della famiglia umana:
(§ 14-15)

## Reazioni
L'enciclica è una delle più famose e importanti della storia della Chiesa anche se contiene punti che sono stati oggetto di dibattiti (come il diritto dei popoli a ribellarsi anche con la forza contro un regime oppressore) e di feroci critiche negli ambienti più conservatori.
In alcuni ambienti tradizionalisti questo documento venne tacciato infatti di essere vicino ad una dottrina sociale troppo clemente verso la sinistra e il suo pensiero. All'indomani della sua pubblicazione, il periodico di destra il Borghese titolò in tono polemico: "Avanti Populorum!".
Rimase ad esempio famoso il passo in cui Montini afferma:
(§ 23)
La fama del passo in realtà fu dovuta anche alla citazione da parte di Giovanni Paolo I, nell'Udienza Generale del 27 settembre 1978 (l'ultima del suo breve pontificato), in cui il papa ripropose il concetto espresso da Montini nella Populorum progressio, prediligendo un lessico un po' più semplice, ma lasciando inalterato il significato: